# Clássico de Avellaneda
Chama-se Clássico de Avellaneda a partida de futebol entre os dois maiores clubes de futebol da cidade argentina de Avellaneda: o Club Atlético Independiente (Rojo) e o Racing Club (La Academia).
Este confronto é considerado como o segundo maior clássico do futebol argentino, pela grande tradição das equipes em competições nacionais e internacionais, pela estrutura dos dois clubes e pelo tamanho das duas torcidas, que estão entre as cinco maiores da Argentina.

## História do clássico

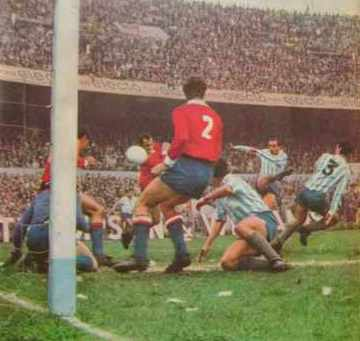
Clássico de Avellaneda - 1968

O Racing foi fundado em Avellaneda no ano de 1903, e o Independiente em Buenos Aires no ano de 1905, mudando-se para Avellaneda em 1907.
O clássico ocorreu pela primeira vez em 9 de Junho de 1907, no qual o Independiente venceu o Racing por 3 a 2, em partida válida pela terceira divisão argentina. 
O primeiro clássico pela primeira divisão ocorreu em 12 de dezembro de 1915 e terminou com a vitória do Independiente por 2 a 1. Já a primeira partida profissional entre os dois clubes aconteceu em 1931, tendo como resultado a vitória de 4 a 1 do Racing sobre o Independiente. 
O Independiente é o clube que mais vezes conquistou a Taça Libertadores da América, em 7 ocasiões, enquanto que o Racing conquistou esta taça uma vez, em 1967, sendo que neste ano foi o primeiro clube argentino à conquistar o Mundial Interclubes no mesmo ano que ganhou a Copa Libertadores, derrotando o Celtic da Escócia na final.
Avellaneda é uma das poucas cidades do planeta que possui mais de um clube campeão do mundo ou intercontinental, ao lado de Buenos Aires, com 3 times, São Paulo, Porto Alegre, Milão, Madrid, Manchester e Montevidéu, com 2 clubes.
Segundo pesquisa do Instituto Entrepreneur o Independiente teria a terceira maior torcida argentina com 7,5% da preferência (2.594.000 torcedores) e o Racing a quarta maior com 6,3% (2.179.000 torcedores). A Consultora Equis indica o Independiente como terceiro clube mais popular do país, com 5,5%, e o Racing em quarto, com 4,2%. Na pesquisa encomendada pelo diário Página 12, o Independiente ocupa a terceira posição, com 4,8% e Racing a quinta, com 3,2%. Ambas as torcidas têm torcedores em todo o país.

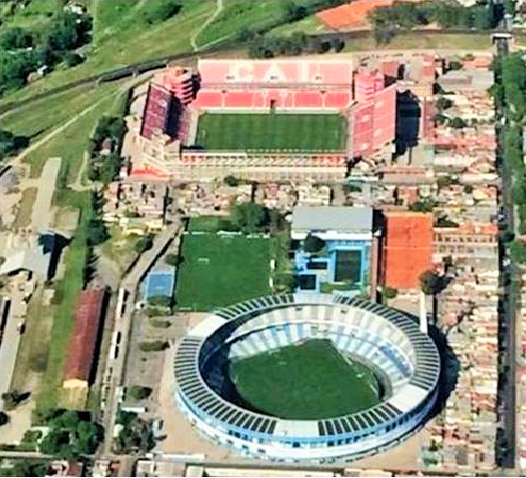
Vista aérea sobre a área onde situam-se os dois estádios.

Os estádios destes clubes ficam muito próximos: ambos localizam-se nas cercanias da Avenida Bartolomeu Mitre, em Avellaneda, o que potencializa a rivalidade entre eles.
O Estádio Presidente Perón (El Cilindro), do Racing, tem capacidade para 51.389 espectadores e o antigo estádio La Doble Visera (sem nome oficial), nomeado Estádio Libertadores de América, do Independiente, para 48.068.

## Estatísticas
Tabela de partidas oficiais entre Independiente e Racing reconhecidas pela AFA e pela Conmebol. 
| Competição                 | Jogos | Vitórias do Independiente | Empates | Vitórias do Racing | Gols do Independiente | Gols do Racing |
| -------------------------- | ----- | ------------------------- | ------- | ------------------ | --------------------- | -------------- |
| Primera División           | 215   | 84                        | 69      | 62                 | 326                   | 275            |
| Segunda División           | 2     | 1                         | 0       | 1                  | 1                     | 1              |
| Copas Nacionais            | 17    | 4                         | 6       | 7                  | 17                    | 21             |
| Copas Internacionais       | 2     | 0                         | 1       | 1                  | 1                     | 2              |
| Total (oficial)            | 236   | 89                        | 76      | 71                 | 345                   | 299            |
| Jogos e torneios amistosos | 68    | 20                        | 26      | 22                 | 88                    | 99             |
| Total                      | 304   | 109                       | 102     | 93                 | 433                   | 398            |

*Última atualização: 24 de fevereiro de 2024
- Maior goleada do Independiente: 7 a 0, em 1940.
- Maior goleada do Racing: 7 a 4, em 1931.
- O Racing Club conserva o recorde de 11 anos invicto frente ao seu rival, de 1983 a 1994.
- O recorde de público do Clássico de Avellaneda é na vitória de 1 a 0 do Racing com 51.664 pagantes em 1951, no estádio do vitorioso deste dia, em partida que estima-se ter recebido 85.000 presentes.[7]

## Quadro comparativo de títulos
| Competições Internacionais                | Independiente | Racing |
| ----------------------------------------- | ------------- | ------ |
| Copa Intercontinental / Mundial de Clubes | 2             | 1      |
| Copa Libertadores da América              | 7             | 1      |
| Copa Sul-Americana                        | 2             | 1      |
| Recopa Sul-Americana                      | 1             | 1      |
| Copa J.League-Sudamericana                | 1             | 0      |
| Supercopa Libertadores                    | 2             | 1      |
| Copa Interamericana                       | 3             | 1      |
| Campeonato Rioplatense Copa Aldao         | 2             | 2      |
| Copa de Honor Cousenier                   | 0             | 1      |
| Competições Nacionais                     | Independiente | Racing |
| Campeonato Argentino                      | 16            | 18     |
| Copas Nacionais Oficiais                  | 9             | 15     |
| Total                                     | 45            | 42     |